# Fulko I. (Anjou)
Fulko I. (französisch Foulque, englisch Fulk; † 941), genannt der Rote (le Roux), war ein Vizegraf von Angers und Tours und seit 930 der erste Graf von Anjou. Er war ein Sohn des Vizegrafen Ingelger und dessen Ehefrau Adelais.
Fulko ist erstmals 886 urkundlich erwähnt und wird seit 898 auch als Vizegraf benannt. Er war ein Vasall der Familie der Robertiner und nahm für diese als Vizegraf von Angers Abwehraufgaben gegen die im Westen angrenzenden Bretonen wahr. Nachdem der Herrscher der Bretagne Alain I. der Große 907 starb, nutzte Fulko die ausbrechende Anarchie unter den Bretonen aus und bemächtigte sich der Grafschaft Nantes. Im Gegenzug übertrug er in dieser Zeit Tours seinem Amtskollegen aus Blois, Theobald dem Alten, möglicherweise auf Druck seines Dux Robert, um eine zu große Machtfülle Fulkos zu unterbinden. Auch Nantes verlor Fulko 919 an die in die Bretagne einfallenden Loire-Normannen. Trotz des Verlustes führte Fulko den Titel eines Grafen weiter, der ihm 930 auch von seinem Lehnsherrn Hugo dem Großen anerkannt wurde.
Verheiratet war Fulko seit ca. 905 mit Roscilla, Tochter des Burgherren Garnier (Warnerius) von Loches (Touraine). Das Paar hatte fünf Kinder, wobei die Elternschaft bei den zwei Töchtern nur vermutet wird:
- Ingelger, starb um 927 möglicherweise im Kampf gegen die Wikinger
- Guido (Widdo), Kanoniker in Saint-Martin de Tours, seit 937 Bischof von Soissons
- Fulko II. der Gute († 11. November 958), Nachfolger als Graf von Anjou
- Adela, ⚭ Gautier I., Graf von Valois, Amiens und Vexin
- Roscille, ⚭ Alain „Schiefbart“, Herzog der Bretagne